# Michael Gove
Michael Andrew Gove (n. 26 august 1967, Edinburgh, Scoția), politician Conservator a fost lord-cancelar al Regatului Unit și ministru al justiției în cabinetul condus de David Cameron din 2015 până în 2016.
El a fost ministrul educației al Regatului Unit din mai 2010 până în iulie 2014.

## Legături externe

Stema regală a Regatului Unit